# Copenhagen (dokumentarfilm)
|  | Denne artikel er oprettet af botten Steenthbot ud fra en ekstern database. Den kan derfor have sproglige fejl eller mangler. Denne skabelon kan fjernes efter kontrol af indholdet. |

 For alternative betydninger, se Copenhagen (flertydig). (Se også artikler, som begynder med Copenhagen)
Copenhagen er en dansk dokumentarfilm fra 1950 instrueret af Gunnar Wangel.

## Handling
INDHOLD: 00:02:00 Skilt "Copenhagen". 00:02:15 Gadebilleder fra København.
Sporvogne. Frihedsstøtten. Pan over Hustage. Købmagergade med Livgarden. Amalienborg.
Vagtafløsningen. Vesterbrogade. Rådhuset i bg. Pan over hustage. Livgarden marcherer
gennem Købmagergade. 00:03:32 Kong Frederik IX i sit arbejdsværelse. 00:03:53 Gammel Strand med fiskerkonerne. Hestetrukken ølvogn fra Tuborg ved Højbroplads. Blomster sælges
på Amagertorv. 00:04:47 Christiansborg med Frederik VII's rytterstatue og Børsen.
Knippelsbro. Cyklister. 00:05:12 Moderne boliger på Bispebjerg. Grundtvigskirken. 00:05:31
Christianshavns Kanaler. Gefionspringvandet. Den engelske kirke 00:06:11 Langelinie.
Rosenborg slot. 00:06:39 Købmagergade. Rundetårn. Strøget. Kongens Nytorv. Det kongelige Teater. Studenterfester. 00:07:30 Cyklister i gadebilledet. 00:08:04 Nyhavn med værtshuse.
00:08:24 Tivoli. Pantomimeteatret. Forestilling på Plænen. Ballongyngerne og rutschebanen
Aftenbelysning og fyrværkeri.
00:09:47 Sluttekst: "Kind regards: Chr. Ebbehøj, Copenhagen."
00:09:54 Klip med Vikingeskibet "Hugin".
Slut ved 00:10:28